# Oplosia nubila
Oplosia nubila är en skalbaggsart som först beskrevs av Leconte 1862.  Oplosia nubila ingår i släktet Oplosia och familjen långhorningar. Inga underarter finns listade i Catalogue of Life.